# Гурвич, Николай Александрович
Никола́й Алекса́ндрович Гу́рвич — русский врач, экономист и историк, этнограф, географ, один из первых профессиональных статистиков Уфимской губернии (в настоящее время Республика Башкортостан).

## Биография

### Краткая биография
- 1846 — окончил классическую гимназию в Германии;
- 1852 — окончил Медико-хирургическую академию в Санкт-Петербурге;
- 1853 — приехал в Уфу, работа на должности медика Оренбургской удельной конторы;
- 1864—1891 секретарь Уфимского губернского статистического комитета;
- 1865—1896 редактор неофициальной части газеты Уфимские губернские ведомости;
- 1880 — действительный статский советник;
- 1877 — действительный член Императорского Русского географического общества[уточнить][1];
- 1889 — корреспондент Главной физической обсерватории Санкт-Петербургской академии наук.

Один из инициаторов открытия в Уфе:
- 1864 — губернского краеведческого музея;
- 1870 — первой бесплатной лечебницы;
- 1882 — первой государственной библиотеки с бесплатной читальней;
- 1882 — общества врачей Уфимской губернии.

### Детство и юность
Точная дата рождения Николая Александровича Гурвича не установлена. Годом рождения считается 1828 год. В 1834 году семья уехала в Германию, где Николай поступил в классическую гимназию и окончил в 1846 году с золотой медалью. К окончанию гимназии молодой Гурвич был вполне самостоятельным, содержал себя и мать частными уроками, так как приемный отец разорился.

### Профессиональное образование
В 1847 году Гурвич приезжает в Санкт-Петербург и поступает в Санкт-Петербургскую медико-хирургическую академию, закончив которую в 1852 году получает звание лекаря.

### Работа
Трудовую деятельность Н. А. Гурвич начал очень рано, ещё будучи гимназистом в Германии давал частные уроки. Преподавательскую практику продолжил и во время учёбы в Санкт-Петербургской медико-хирургической академии. После окончания академии занимает должность ординатора в Санкт-Петербургской городской Калинкинской больнице, где лечит больных холерой. Способному специалисту доверяют лечить Ивана Васильевича Жуковского, родного брата губернатора Санкт-Петербургской губернии Николая Васильевича Жуковского, приехавшего в гости из Уфы. Знакомство с семьёй Жуковских стала поворотным моментом в будущей жизни и карьере молодого врача. В 1853 году Н. А. Гурвич переехал в Уфу и был назначен на должность медика Оренбургской удельной конторы. В дальнейшем его трудовая и общественная деятельность была столь обширна и плодотворно, что заслуживает отдельного описания каждого направления. Хотя нет специальных научных работ, посвященных изучению жизни и деятельности Н. А. Гурвич, в Уфе его помнят и почитают как выдающегося деятеля этого края.

#### Первый профессиональный статистик, экономист
21 марта 1835 года (по старому стилю 9 марта 1835 года) в Уфе был учрежден губернский статистический комитет при канцелярии гражданского губернатора Оренбургской губернии Николая Васильевича Жуковского. Члены комитета, среди которых были И. В. Жуковский и В. И. Даль, работали на общественных началах, и их деятельность ограничивалась доставлением в комитет копий отчетов, других официальных сведений по ведомству и согласование сформированных годовых отчетов губернатора.
В 1859 году гражданский губернатор Е. И. Барановский, очередной раз, обновляет состав губернского статистического комитета, по части санитарной и медицинской статистики был приглашен Николай Александрович Гурвич.
В 1860 году в России утверждено новое «Положение о губернских статистических комитетах», по которому губернские статистические комитеты преобразуются из отделений канцелярии гражданского губернатора в самостоятельное учреждение. Основные задачи губернского статистического комитета заключались «…в установлении правильных, по требованию Правительства и указаниям Центрального статистического комитета, способов собирания точных сведений о количестве и качестве земель, народонаселения и производственных сил губернии, в проверке и обработке этих сведений по одинаковым методикам и формам, устанавливаемым Министерством внутренних дел…». По широкой программе нового положения комитеты должны были стать местными отделениями Географического общества. Административному учреждению одновременно отводилась роль научного центра в губернии, которая должна была способствовать объединению творческой интеллигенции. В соответствии с новым положением в самостоятельном статистическом комитете Оренбургской губернии был сформирован постоянно действующий исполнительный аппарат: введены штатные должности секретаря комитета, его помощника и писца с денежным вознаграждением. В 1864 году должность секретаря статистического комитета занимает Н. А. Гурвич и проработал на этой должности до ухода в отставку в 1891 году.
В 1865 году огромная территория Оренбургской губернии была разделена на две самостоятельные губернии: Оренбургскую и Уфимскую.
Созданная в 1865 году новая Уфимская губерния нуждалась, прежде всего, в изучении и описании, в связи с чем губернский статистический комитет под руководством Н. А. Гурвич осуществлял в 60-80 гг. активную статистическую и издательскую деятельность.
До первой Всеобщей переписи населения Российской империи (1897) в Уфимской губернии и в городе Уфе были организованы три переписи населения (1865, 1879, 1886), которые назывались «Однодневное народоисчисление в Уфимской губернии». По программе (пол, возраст, национальность, вероисповедание, сословие, грамотность, образование), методическим установкам и по своей организации эти переписи отвечали всем требованиям статистической науки того времени. Перепись 1865 года по времени была второй в России, после Петербургской (1864 года).
Статистическая деятельность комитета не ограничивалась проведением только переписей населения. Направления статистических наблюдений были столь широки, что не укладывается в рамки функций и задач современной государственной статистической службы. В своем выступлении на губернском земском собрании в 1882 году Гурвич докладывал: «…до чего разнородны сведения, требуемые правительством от Статистических Комитетов и ими собираемые, и разрабатываемые — может убедиться всякий, кто даст себе труд заглянуть в Положение о Губернских Статистических Комитетах и затем в сами работы и дела Комитетов. Тут кроме всех отраслей статистики в тесном смысле, он найдёт и историю, и этнографию, и этнологию, и антропологию, и археологию; были примеры и лингвистических исследований, как например, по обращению к правительству господина Европеуса, собирались сведения о разных топографических названиях рек, озёр, ручьёв, гор и других урочищ, именно по изысканию лингвистики…»
Обязанности секретаря комитета были весьма разнообразны и ответственны. Он следил за своевременным получением срочных статистических данных и сведений, с помощью других членов комитета занимался их проверкой, обработкой и составлением необходимых таблиц и ведомостей, вел переписку по делопроизводству и финансовую отчетность комитета. Под его наблюдением и руководством находились все местные исследования, научная работа, издание трудов комитета в целом и отдельных ученых работ. Будучи хорошим организатором, секретарь комитета Гурвич сумел привлечь к работе комитета наиболее видных местных исследователей: Р. Г. Игнатьева, В. С. и М. В. Лоссиевских, Г. С. Рыбакова, В. Л. Ольшевского, В. А. Новикова, П. И. Добротворского, А. А. Пекера, А. Б. Иваницкого и многих других.
Под руководством Н. А. Гурвича было проведено очень много статистических и экономических исследований, опубликовано десятки, а по некоторым данным сотни работ по экономической, демографической и санитарной (социальной) статистике, по истории и этнографии местного края. Уфимский губернский статистический комитет, как и другие комитеты России, регулярно издавал «Списки населенных мест губернии», «Памятные книжки», «Адрес-календари». Все публикации комитета редактировались и готовились к печати секретарем.
Заслуживают особого внимания методологические разработки статистического комитета под авторством Н. А. Гурвич по демографической статистике, по статистике сельского хозяйства, по статистике цен.
Как гласный (депутат) Уфимского губернского земского собрания, он неоднократно выступал на заседаниях земского собрания со своими предложениями по организации статистической деятельности земских управ и его методологического обеспечения.
Гурвич принимал участие в работе Центрального Статистического Комитета, участвовал в работе 1-го Статистического съезда в 1870 года и Международного статистического конгресса в 1872 году, проводимых в Санкт-Петербурге.
В октябре 1891 года Н. А. Гурвич, согласно прошению, был освобожден от обязанностей секретаря комитета.
Н. А. Гурвич являлся членом Уфимской губернской переписной комиссии и активно участвовал в подготовке и проведении первой Всеобщей переписи населения Российской империи 1897 года, за что был награждён тёмно-бронзовой медалью для ношения на ленте.

### Личная жизнь
28 января 1855 года Николай Александрович Гурвич женился на Варваре Ивановне Жуковской, дочери Ивана Васильевича Жуковского, которого он вылечил от холеры. Иван Васильевич являлся братом губернатора Санкт-Петербургской губернии Николая Васильевича Жуковского. У них родились дочь Александра и сын Иван.

## Награды
- Орден Святого Владимира 4-й степени
- Медаль «За труды по первой всеобщей переписи населения»

## Труды
- Племенной состав населения Уфимской губернии и приблизительная численность его в 1878 году. Уфа, 1880.
- Статистические очерки Уфимской губернии. Вып.1-3. Уфа, 1880—1884.
- Уфимский юбилейный сборник в память празднования трехсотлетнего юбилея города Уфы. Уфа, 1887 .
- Сборник материалов для истории Уфимского дворянства, составленный В. А. Новиковым в 1879 году, продолженный и дополненный до 1902 года включительно депутатом Уфимского дворянства Гурвичем Н. А. Уфа, 1903.